# Селин, Фёдор Ильич
Фёдор Ильич Селин (23 февраля [7 марта] 1899, Тула — 8 октября 1960, Москва) — российский и советский футболист, полузащитник. Заслуженный мастер спорта СССР (1934).

## Биография
Воспитанник детских и юношеских команд местечка Давыдково Московской губернии, затем клубных команд СКЛ (Москва) — 1914-15.
Играл за московские клубы СКЛ (1916—1917), СКЗ (1918—1922), «Яхт-Клуб Райкомвода» (1922—1924), МСФК (1925), «Трехгорка» (1926-август 1927). С сентября 1927 по май 1936 выступал за московское «Динамо» (капитан и играющий тренер команды — в 1928-35).
Заканчивал карьеру в «Металлурге» (Москва) (1936, с июня-1937).
За сборную СССР сыграл 2 матча, забил 1 гол (в матче Турция — СССР, 15 мая 1925 г. сравнял счет за 8 минут до конца игры. В итоге, советские футболисты победили — 2:1). Также сыграл за сборную СССР в 4 неофициальных матчах.
В сб. Москвы — 1920-35, РСФСР — 1924-31
За отличную игру головой получил прозвище «король воздуха». Восхищал зрителей акробатической игрой, применением подкатов, шпагатов, «ножниц». Также выделялся на поле колоритными огненно-рыжими волосами, в связи с чем в среде болельщиков и футболистов тех лет было популярно четверостишие:
Мир футбола чист и зелен,

Зелен луг и зелен лес,

Только очень рыжий Селин

В эту зелень как-то влез.
Имел высшее специальное образование. В 1930 году окончил Московское высшее техническое училище имени Н. Э. Баумана. Работал в 1930—1942 годах инженером-технологом на московском заводе «Серп и молот», в 1942—1954 годах в той же должности на ЗИЛе, сочетая работу по специальности с тренерской работой в цеховых и заводских командах.
Вошёл в символическую сборную СССР за 50 лет (1967).
Скончался  8 октября 1960 года. Тело было кремировано 12 октября, урна с прахом похоронена на Новодевичьем кладбище.

## Достижения
- Чемпион РСФСР: 1922, 1927, 1928
- Чемпион СССР: 1923, 1928 (одновременно — победитель Всесоюзной Спартакиады), 1931, 1932 (в них — 9 матчей, 10 голов).
- Чемпион Москвы: 1920 (о), 1921 (в), 1923 (о), 1924 (о), 1927 (в), 1928 (в), 1930 (о), 1931 (о), 1935 (в).
- В «44-х» и «33-х» (журнал «ФиС»)— № 1 (1928), в списке 33 лучших футболистов СССР — № 2 (1933).

## Тренерская карьера
- Старший тренер команды «Торпедо» Москва (1945).
- Старший тренер команды «Дзержинец» Челябинск (1946).
- Начальник команды «Пищевик» Москва (1947).